# Coccothraustes
A Coccothraustes a madarak osztályának verébalakúak (Passeriformes) rendjébe a pintyfélék (Fringillidae) családjába és a Carduelinae alcsaládjába tartozó nem.

## Rendszerezés
A nembe az alábbi 3 faj tartozik:
- meggyvágó (Coccothraustes coccothraustes)
- kései meggyvágó (Coccothraustes vespertinus vagy Hesperiphona vespertina)
- nyugati meggyvágó (Coccothraustes abeillei vagy Hesperiphona abeillei)